# Тибо Пино
Тибо Пино (фр. Thibaut Pinot; Мелизе, 29. мај 1990) бивши је француски професионални бициклиста у периоду од 2010. до 2023. године, који је цијелу каријеру провео возећи за UCI ворлд тур тим — Групама—ФДЈ. Освојио је по једном Ђиро ди Ломбардију, Милано—Торино, Критеријум Интернасионал, Тур де Алпс и првенство Француске у вожњи на хронометар. Тур де Франс је једном завршио на трећем мјесту и освојио је класификацију за најбољег младог возача, а остварио је и три етапне побједе. Ђиро д’Италију је два пута завршио у првих десет, освојио је брдску класификацију и остварио је једну етапну побједу, док је Вуелта а Еспању такође двапут завршио у првих десет и остварио је двије етапне побједе.

## Каријера

### Почетак каријере
Тибо Пино је 2009. године освојио трку Ђиро дела Вале, а 2010. прешао је у Француски професионални тим, Франсес де Жу (фр. Française des Jeux). На Туру Романдије освојио је брдску класификацију и завршио је на 30 месту у генералном пласману. Вуелта Каталонију је завршио на 49 месту, а Критеријум Дофине на 20 месту.
2011. године освојио је две етапе на Тур Аин трци, треће место на Туру Турске, а на Критеријуму Дофине завршионје на 16 месту.

### 2012
2012. је почео добро, освајањем 11 места на Туру Романдије, а затим је на Тирено—Адриатико трци завршио на 50 месту. Није имао среће са повредама те је морао да напусти Тур Швајцарске, Тур Баскијске Земље и Вуелта Каталонију. 
2012. године пропустио је Критеријум Дофине, а први пут је возио Тур де Франс. Пино је, са своје 22 године био најмлађи возач на Туру. Победио је на осмој етапи, што му је била највећа победа у каријери. Етапа је имала седам успона, а на успону прве категорије, Пино је стигао до Фредерика Кесјакофа, који је био у соло бегу. Њих двојица су сарађивали на спусту, а на 16 километара до задњег успона, Пино је наставио сам, Кесјакоф није могао да га прати. Пино је држао пратиоце иза и победио је са 26 секунди испред Кадела Еванса. На крају, освојио је десето место, а у класификацији за најбољег младог возача остао је иза Тиџеја Ван Гардерена. Пино је тако постао најмлађи возач који је завршио у топ 10, још од Ремона Импаниса 1947. који је тада имао 21 годину и осам месеци.

### 2013
2013. године, Пино није остварио ниједну победу, али је имао неколико завршетака у топ 10. четврти на Туру Швајцарске, шести на Туру Аин, осми на Вуелта Каталонији, а на Туру Романдије је завршио на 11 месту.
На Тур де Франсу, Пино је дошао као узданица Француза за висок пласман, али морао је да напусти Тур током етапе 16.
Због лоше среће на Тур де Франсу, Пино је одлучио да вози Вуелта а Еспању, где је завршио на добром седмом месту.

### 2014
2014. године завршио је девети на Туру Баскијске земље, а затим је возио Тирено—Адриатико, али га није завршио. на Туру Романдије завршио је десети, Вуелта Каталонију завршио је на 13 месту, а Тур Швајцарске на 15 месту.
На Тур де Франс, Пино је дошао са великим амбицијама, а након што су Тур напустили Крис Фрум и Алберто Контадор због повреда, имао је лакши посао и успео је да освоји треће место, одбранивши се на хронометру од Алехандра Валвердеа. Пино је освојио и белу мајицу за најбољег младог возача. 
Друго место на Туру освојио је Жан-Кристоф Перо и они су први француски возачи који су освојили подијум од 1997. када је Ришар Виренк освојио треће место. То је био и први пут да су двојица Француза освојили подијум у задњих 30 година. након 1984. када су подијум освојили Лоран Фињон и Бернар Ино
Након Тура, Пино је узео учешће и на Вуелта а Еспањи, али је није завршио.

### 2015
2015. године, Пино је бележио добре резултате, завршио је већину трка у првих 10. На Тирено—Адриатику, освојио је четврто место, као и на Туру Романдије, где је остварио и прву победу у сезони, освојио је краљевску етапу седам секунди испред Илнура Закарина, на крају је освојио и класификацију за најбољег младог возача. На Критеријуму Интернационал освојио је друго место и класификацију за најбољег младог возача. На Туру Баскијске земље завршио је десети, а на Туру Швајцарске четврти. Добру форму потврдио је и шестим местом на Милан—Торино класику.
На Тур де Франс дошао је као један од фаворита и главна узданица Француза за освајање тура, али уз лошу форму и слабу срећу са падовима, завршио је тек на 16 месту, али је слаб Тур донекле исправио победом на етапи 20, када је соло стигао на циљ на Алп ду Езу.

### 2016
2016. године освојио је прву етапну трку, Критеријум Интернационал, уз две етапне победе и освојену класификацију по поенима. На Туру Романдије освојио је друго место, а затим четврто на Туру Баскијске земље и пето на Тирено—Адриатику. 
На Тур де Франсу, Пино опет није био у форми и на етапи 12 је изгубио 28 минута. Тур је напустио пре почетка етапе 13, због бронхитиса. Носио је тачкасту мајицу три дана.
Дана 16. јула објавио да неће возити на Олимпијским играма јер треба да ради тестове због бронхитиса, па се не може опоравити на време.